# Corstiaan van Drimmelen
Corstiaan van Drimmelen (Hurwenen, 21 augustus 1860 – Den Haag, 29 maart 1935) was een Nederlands bestuurder in Suriname.

## Loopbaan
In 1884 ging hij als luitenant naar Suriname waar hij in 1889 hij het leger verliet om districtscommissaris van Nickerie te worden. In die periode nam hij ook deel aan verkenningen van het Surinaamse binnenland. Zo deed hij eind 1896/begin 1897 vergezeld van Johnstone Kirke onderzoek naar de Boven-Nickerie tot aan de ongeveer 30 meter hoge waterval die hij vernoemde naar zijn vrouw: Blanche Marie Vallen. De tijdens deze tocht verzamelde stenen werden in Dresden onderzocht. Herman van Cappelle schreef over deze expeditie een verslag dat gepubliceerd werd in het Tijdschrift van het Koninklijk Nederlandsch Aardrijkskundig Genootschap (KNAG) onder de titel De Boven-Nickerie onderzocht en in kaart gebracht door C. van Drimmelen, en naar diens verslag en bijeengebrachte gronden en gesteenten beschreven door Dr. H. van Cappelle. Dit is onder dezelfde titel ook als boekje uitgegeven.

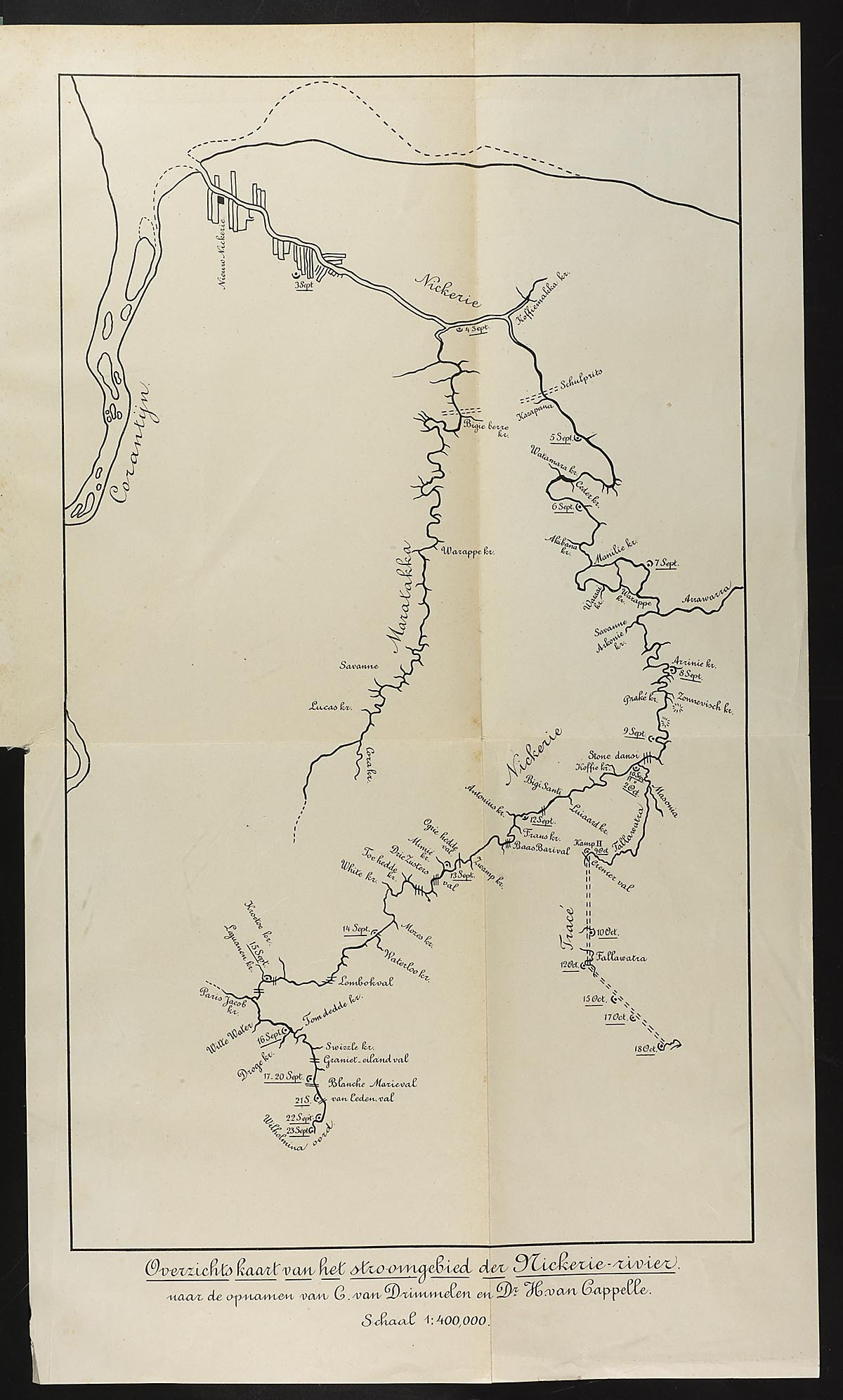
Kaart van het stroomgebied van de Nickerie getekend n.a.v. de expeditie van 1900

Eind 1900 keerde Van Drimmelen met onder andere Van Cappelle en zijn zoon weer terug naar dit gebied voor verder wetenschappelijk onderzoek en om het stroomgebied van die rivier beter in kaart te brengen. Over deze expeditie schreef Van Cappelle het in 1903 uitgegeven boek De binnenlanden van het district Nickerie, lotgevallen en algemeene uitkomsten van eene expeditie door het westelijk deel der kolonie Suriname in September en October van het jaar 1900.
In 1902 gaf Van Drimmelen de functie van districtscommissaris op om G.H. Barnet Lyon op te volgen als agent-generaal voor de Immigratie wat inhield dat hij in Suriname het hoofd was van het departement Immigratie. In 1910 richtten immigranten op zijn initiatief de "Surinaamsche Immigranten Vereeniging" (SIV) op. Deze vereniging die zowel voor Hindoestaanse als Javaanse immigranten bedoeld was, werd echter al snel een Hindoestaanse organisatie waarna er later door Javanen een aparte vereniging werd opgericht. Toen Van Drimmelen 1911 enkele maanden voor een kort verlof naar Nederland kwam werd zijn functie tijdelijk waargenomen door Maurice Nassy, de districtscommissaris van Beneden-Suriname en Beneden-Para.
De in 1873 begonnen grote instroom van Hindoestanen uit Brits-Indië eindigde in 1916 toen de Britse regering de emigratie van contractarbeiders naar alle delen van de wereld stopte onder druk van de nationalistische beweging onder leiding van Mahatma Gandhi. De redelijk grootschalige immigratie van Javanen zou echter langer doorgaan.
In 1916 werd Van Drimmelen, die al lid van de Raad van Bestuur van Suriname was, plaatsvervanger van de gouverneur tot L.J. Rietberg in 1918 ondervoorzitter van Raad van Bestuur van Suriname werd. Naast agent-generaal is Van Drimmelen ook waarnemend directeur van de Landbouw, Spoorwegen en Openbare Werken geweest.
In januari 1921 werd hij eervol ontslagen als agent-generaal en lid van de Raad van Bestuur waarna hij terugkeerde naar Nederland. P. Westra, tot dan subagent, volgde hem op als waarnemend agent-generaal maar nam kort erna ontslag om Suriname te verlaten waarna Samuel de Granada vanaf 11 juli 1921 waarnemend agent-generaal werd omdat hij op dat moment de oudste districtscommissaris was. In september 1932 werd uiteindelijk het Immigratie Departement als zelfstandige afdeling van Algemeen Bestuur opgeheven.
Tijdens zijn verblijf in Suriname had Van Drimmelen al meerdere boeken geschreven over deze Nederlandse kolonie (zie bibliografie) maar ook na de terugkomst in zijn vaderland bleef hij schrijven over Suriname. Artikelen van hem werden gepubliceerd in het Nederlandse tijdschrift De West-Indische Gids en het Engelstalige tijdschrift Holland and her colonies. In 1935 overleed hij op 74-jarige leeftijd.

## Eponiemie
- Een circa 630 hectare grote polder die in 1914 in het district Nickerie ten westen van Nieuw-Nickerie werd aangelegd is naar hem vernoemd: de Van Drimmelenpolder